# 藍天白雲
《藍天白雲》（英語：Somewhere Beyond the Mist）是一部2017年的香港劇情電影，由張經緯執導，易天雄任動作指導，為香港首部劇情電影計劃第一屆的得獎作品，香港電影發展局電影發展基金撥款，由鄧麗欣、梁雍婷、寶珮如、顧定軒及李任燊主演。電影取材自美國一宗香港少女串同男友勒死雙親的案件，於2017年10月15日在釜山國際電影節（BIFF）作世界首映。

## 故事簡介
故事講述一宗迷離殺人事件。 中學生Connie（梁雍婷 飾）天生患有心漏病，朋友不多，計劃謀殺雙親卻自知體弱，因此決定將同班同學Eric（顧定軒 飾）拖下水。事後，兩人成為共犯。Connie於弒親後毫無悔意，案件由重案組女探員Angela（鄧麗欣 飾）接手調查。 新婚的Angela與患有老人癡呆症的父親（黃樹棠 飾）及老公Tony（李任燊 飾）一起生活，剛懷孕的Angela看似擁有幸福美滿的家庭，卻發現自己的情緒愈來愈受案件影響，逐漸她開始了解Connie為何會走上這條不歸路…

## 製作
導演張經緯於2000年身在美國時，偶然看到一則新聞：一名來自香港的少女Connie Leung與其非裔男友Eric Louissaint，合謀殺害雙親並棄屍東河。 這場倫常慘劇讓張經緯感觸甚深，啟發撰寫劇本初稿《上帝的蘋果》，並於當年獲得由楊紫瓊舉辦的中港台電影神話劇本創作優異獎。
這個劇本被擱置了十七年，直到參與「首部劇情片計劃」時，張經緯才重新拾起這個作品，經過大幅改編，終於拍成了他的首部劇情長片。 為了將故事更貼近香港觀眾，張經緯將原本的美國背景搬到元朗的村屋，將角色年齡設定為中學生，並加入本地社會議題。

## 演員表
- 鄧麗欣 飾
- 梁雍婷 飾
- 顧定軒 飾
- 陳哲民 飾 梁文勇 (Connie爸爸)
- 李任燊 飾  (Angela丈夫)
- 黃樹棠 飾 何浩德 (何醫生)
- 寶珮如 飾 楊惠玲 (Connie媽媽)
- 嚴乙恩 飾 Frederick (Connie哥哥)
- 鄺芷凡 飾 欺凌同學頭目/援交女班長
- 吳保錡 飾 欺凌同學的壞學生
- 邵子風 飾 學校社工

## 奬項及提名
| 年度   | 颁奖典礼                       | 奖项         | 姓名     | 结果 |
| ------ | ------------------------------ | ------------ | -------- | ---- |
| 2018年 | 第十二屆香港電影導演會年度大獎 | 最佳新演員   | 梁雍婷   | 獲獎 |
| 2018年 | 第一屆MOVIE6全民票選電影大獎   | 最佳女配角   | 寶珮如   | 提名 |
| 2018年 | 第一屆MOVIE6全民票選電影大獎   | 最佳新演員   | 梁雍婷   | 提名 |
| 2018年 | 第37屆香港電影金像獎           | 最佳新演員   | 梁雍婷   | 提名 |
| 2018年 | 第37屆香港電影金像獎           | 最佳編劇     | 張經緯   | 提名 |
| 2018年 | 第37屆香港電影金像獎           | 最佳女配角   | 寶珮如   | 提名 |
| 2019年 | 第2屆最港電影大獎              | 最港電影     | 藍天白雲 | 提名 |
| 2019年 | 第2屆最港電影大獎              | 我最喜愛港片 | 藍天白雲 | 提名 |
| 2019年 | 第2屆最港電影大獎              | 最港導演     | 張經緯   | 提名 |
| 2019年 | 第2屆最港電影大獎              | 最港女演員   | 梁雍婷   | 提名 |
| 2019年 | 第2屆最港電影大獎              | 最港女演員   | 鄧麗欣   | 提名 |

## 外部連結
- 香港影庫上《藍天白雲》的資料（繁體中文）
- 豆瓣电影上《藍天白雲》的資料 （简体中文）
- 时光网上《藍天白雲》的資料（简体中文）
- 互联网电影数据库（IMDb）上《藍天白雲》的资料（英文）
- 雅虎香港電影上《藍天白雲》的資料（繁體中文）